# Jean Amado
Jean Amado (* 27. Januar 1927 in Aix-en-Provence; † 16. Oktober 1995 ebenda) war ein französischer Bildhauer.

## Leben
Jean Amado wurde 1927 in Aix-en-Provence geboren. Nach dem Baccalauréat machte er ab 1947 eine Lehre in einem keramischen Atelier in seiner Geburtsstadt. Ab 1949 produzierte er eigene Keramiken. Ab 1950 arbeitete er regelmäßig mit Architekten (u. a. Fernand Pouillon) zusammen. 
Es entstanden in einer Technik glasierter Keramik zahlreiche Reliefs, Plastiken, Brunnenanlagen und Platzgestaltungen und seit 1956 Versuche mit gebranntem Beton, der in der Masse durchgefärbt ist. Die erste Einzelausstellung fand 1970 durch die Galerie Jeanne Bucher in Paris statt. Seither nahm er an zahlreichen Einzel- und Sammelausstellungen teil.
Amado lebte und arbeitete zeitlebens in Aix-en-Provence. Er war seit 1951 mit der Künstlerin Jo Amado verheiratet.

## Auszeichnungen
- 1978: Kunstpreis der Stadt Darmstadt

## Werke (Auswahl)

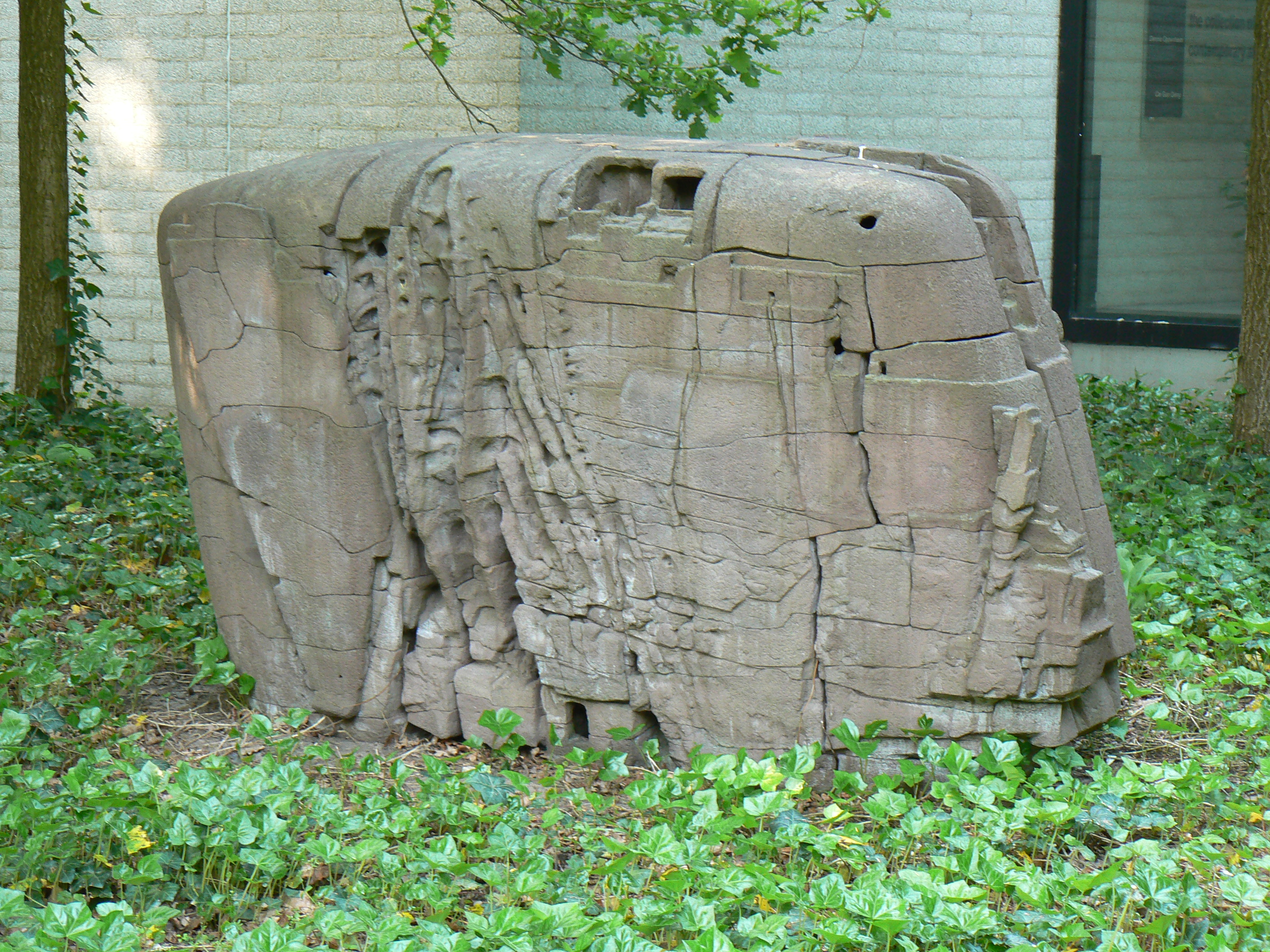
De la mer, le pasage ..., 1979, Skulpturenpark Kröller-Müller Museum

- 1950/51: Fassadendekorationen im Rahmen des Wiederaufbaus des alten Hafens von Marseille
- 1955: Monumental Wandplastik in Diar El Mahcoul, Alger
- 1962: Wandplastik für die Kapelle des Hopital Psychiatrique Nord, Marseille
- 1963: Le Crane
- 1971: Brunnen in gebranntem Beton für das Centre Commerciale Montessuy, Lyon.
- 1972: diverse Plastiken u. a. Roseberg, Foyer des Staatstheaters Darmstadt.
- 1977: Monumentalskulptur für die Caisse d’Allocations Familiales in Marseille
- 1978: Monumentaler Brunnen aus Basalt-Beton auf der Place des Cardeurs in Aix-en-Provence

## Ausstellungen
- 1970: erste Einzelausstellung in der Galerie Jeanne Bucher, Paris.
- 1975: Teilnahme an der III. Biennale für Kleinplastik in Budapest.
- 1979: Ausstellung auf der Mathildenhöhe in Darmstadt.